# Bodil Kjer
Valborg Ellen Karen Bodil Harries Kjer (født 2. september 1917 i Odense, død 1. februar 2003 i Vedbæk) var en dansk skuespillerinde.

## Karriere
Hun blev uddannet fra Det Kongelige Teaters elevskole i 1938 og straks fastansat ved teatret.
Hun modtog fire Bodilpriser. En i 1952 for hovedrollen som musen Polyhymnia i Mød mig på Cassiopeia, hvor hun sang kendingsmelodien "Musens sang" af Kai Normann Andersen.
Bodil Kjer blev tildelt Rungstedlund-prisen i 1997.
Bodil Kjer var gift fire gange, herunder med skuespiller Ebbe Rode og fabrikant Svend Bergsøe. Hendes erindringer "Et offentligt fruentimmer" udkom i 1998.
Hun er begravet på Vedbæk Kirkegård.

## Kulturelle referencer
Bodil Kjer og Bodil Ipsen lagde navn til Danmarks ældste filmpris, Bodilprisen, som hun var den første til at modtage, i 1948, for sin rolle i Soldaten og Jenny.
Bodil Kjer var en institution i dansk kulturliv. Det gav sig fx udtryk i flere Far til fire-film, hvor Lille Pers elefant bærer hendes navn, og i visen "Hundred mand og én bajer", sunget af Osvald Helmuth i ABC-revyen 1951; heri forekommer linjerne "Tænk, om man var McArthur i spidsen for en hær. Nå, ja, eller så for fa'n da gift med Bodil Kjer."

## Filmografi
- Flådens blå matroser – 1937.
- Balletten danser – 1938.
- En ganske almindelig pige – 1940.
- Far skal giftes – 1941.
- Tag til Rønneby kro – 1941.
- Tante Cramers testamente – 1941.
- En herre i kjole og hvidt – 1942.
- Søren Søndervold – 1942.
- Vi kunne ha' det så rart – 1942.
- Det brændende spørgsmål – 1943.
- Drama på slottet – 1943.
- Hans onsdagsveninde – 1943.
- To som elsker hinanden – 1944.
- Otte akkorder – 1944.
- Elly Petersen – 1944.
- Den usynlige hær – 1945.
- Soldaten og Jenny – 1947.
- Mød mig på Cassiopeia – 1951.
- I den grønne skov – 1968.
- Den forsvundne fuldmægtig – 1971.
- Hjerter er trumf – 1976.
- Strømer – 1976.
- Lille spejl – 1978.
- Rend mig i traditionerne – 1979.
- Babettes gæstebud – 1987.
- Bryggeren – 1996.